# 21 березня
21 березня — 80-й день року (81-й у високосні роки) в григоріанському календарі. До кінця року залишається 285 днів.

## Свята і пам'ятні дні

### Міжнародні
- ООН: Міжнародний день боротьби за ліквідацію расової дискримінації[1]
- ООН: Міжнародний день людини з синдромом Дауна[2]
- ООН: Міжнародний день лісів[3]
- ООН: Міжнародний день Навруз[4]
- ЮНЕСКО: Всесвітній день поезії[5]
- ВООЗ: Всесвітній день сну
- NSPS: Всесвітній день геодезиста

### Національні
- Новий рік за іранським календарем
- Грузія: День прикордонника.
- Туніс: День молоді.
- Австралія: День гармонії.

## Іменини
✙ Православні: Яків, Кирило, Фома.
✝  Католицькі:

## Події

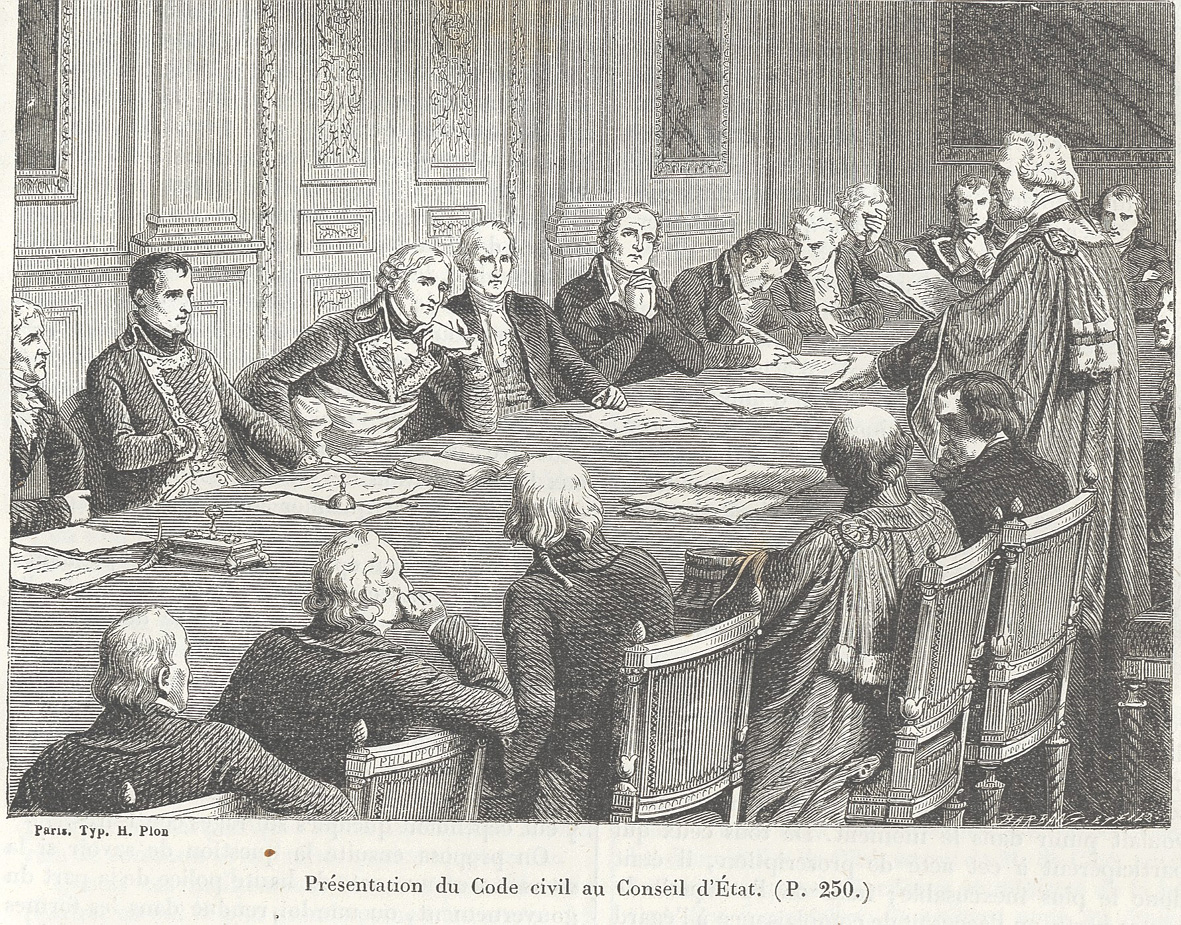
Порталіс презентує проєкт Кодексу Наполеону і Державній раді (малюнок 1865)

- 630 — візантійський імператор Іраклій відбив у сасанідів Хрест Ісуса Христа і повернув його до Єрусалиму
- 1804 — уведений в дію Кодекс Наполеона.
- 1844 — початок відліку календаря бахаї.
- 1871 — Отто фон Бісмарк став першим Канцлером Німеччини.
- 1884 — у Франції з ініціативи Вальдека-Руссо скасовано заборону на створення профспілок, що діяла з 1791.
- 1918 — німецька армія почала операцію «Міхаель» - першу стадію Весняного наступу.
- 1919 — була проголошена Угорська Радянська Республіка.
- 1921 — продрозверстку в РСФРР замінено продподатком: початок НЕПу, що замінив собою воєнний комунізм.
- 1925 — у штаті Теннессі було офіційно заборонено викладати теорію еволюції.
- 1925 — в опері Монте-Карло відбулася премʼєрна постановка опери-балету «Дитя і чари» Моріса Равеля.
- 1927 — у Києві виходить перший номер української «Літературної газети».
- 1935 — на вимогу Реза Шах Пахлаві іноземні держави почали називати Персію Іраном.
- 1945 — під час помилкового нальоту союзницьких ВПС на школу в Копенгагені загинули 125 цивільних данців, у тому числі 86 школярів.
- 1945 — Друга світова війна: британські війська звільнили Мандалай.
- 1960 — південноафриканські поліцейські відкрили вогонь по чорношкірих демонстрантах, що протестували проти політики апартеїду.
- 1961 — дала нафту перша свердловина в Мегіоні (Самотлорське родовище), відкрита Фарманом Салмановим. Почався розвиток західносибірського нафтогазу.
- 1961 — відбувся перший концерт групи The Beatles (Ліверпуль, The Cavern Club).
- 1963 — закрито вʼязницю Алькатрас.
- 1965 — запущено космічний апарат «Рейнджер-9».
- 1968 — відбувся бій біля Караме.
- 1970 — було вперше відзначено День Землі.
- 1970 — відбувся перший San Diego Comic-Con - нині один з найбільших фестивалів поп-культури.
- 1980 — президент США Джиммі Картер закликав до бойкоту Олімпійських ігор у Москві.
- 1989 — літак Boeing 707-349C впав на житлові будинки здійснюючи посадку в аеропорту Сан-Паулу-Гуарульюс.
- 1990 — Намібія стала незалежною від Південної Африки.
- 2014 — курсанти Академії військово-морських сил в окупованому Севастополі відмовились виходити на російське «урочисте шикування».
- 2022 — літак Boeing 737-89P авіакомпанії «China Eastern Airlines» розбився у горах Гуансі-Чжуанського автономного району, 132 людини померло.

## Народились
Дивись також Категорія:Народились 21 березня
- 1552 — Міхрімах, османська принцеса. Дочка османського султана Сулеймана I і Хюррем Хасекі Султан (Роксолани).
- 1768 — Жан Батист Жозеф Фур'є, французький математик.
- 1825 — Олександр Можайський, винахідник літака, який так і не зумів піднятися в повітря, оскільки у нього був паровий двигун.
- 1839 — Модест Мусоргський, композитор.
- 1840 — Францішек Богушевич, поет, один з засновників нової білоруської літератури.
- 1862 — Микола Пимоненко, український художник-живописець, академік живопису Петербурзької Академії мистецтв, Член Паризької інтернаціональної спілки мистецтв і літератури.
- 1868 — Микола Василько, український громадсько-політичний діяч, дипломат, барон.
- 1870 — Олександр Лотоцький, український письменник, член Української Центральної Ради, міністр.
- 1873 — Яків Гандзюк, генерал-майор російської армії, український військовий діяч часів Перших Визвольних змагань, закатований «червоними».
- 1877 — Моріс Фарман, французький піонер авіації, творець першого у світі пасажирського літака.
- 1888 — Ізидора Косач-Борисова, українська мемуаристка, перекладачка. Сестра Лесі Українки, Михайла Косача, Ольги Косач-Кривинюк, Оксани Косач-Шимановської, Миколи Косача.
- 1889 — Олександр Вертинський, естрадний артист українського походження, кіноактор, композитор.
- 1894 — Василь Єрмилов, український художник-авангардист.
- 1895 — Леонід Утьосов, актор, співак, керівник оркестру.
- 1913 — Гільєрмо Аро, мексиканський астроном.
- 1917 — Іґаель Ядін, ізраїльський воєначальник і археолог, який досліджував Сувої Мертвого моря.
- 1920 — Георг Отс, естонський співак і актор («Містер Ікс»).
- 1925 — Пітер Брук, англійський режисер театру і кіно.
- 1927 — Станіслав Нейгауз, радянський піаніст і педагог. Син відомого українського піаніста Генріха Нейгауза.
- 1929 — Юрій Мушкетик, український письменник, голова Спілки письменників України («Гайдамаки», «Крапля крові»).
- 1941 — Павло Волик, український різьбяр і живописець.
- 1944 — Тімоті Далтон, англійський кіноактор, один із Джеймсів Бондів.
- 1948 — Олег Герман, український науковець, письменник, громадський діяч.
- 1955 — Леся Воронина, українська письменниця, головний директор журналу «Соняшник».
- 1958 — Ґері Олдмен, англійський кіноактор («Дракула», «Леон», «П'ятий елемент»).
- 1959 — Олександр Сизоненко, радянський баскетболіст українського походження. В 1991 році зі зростом у 2,45 м (8 футів) дістав звання найвищої людини світу за даними Світових рекордів Гіннеса.
- 1960 — Айртон Сенна, бразильський автогонщик, триразовий чемпіон світу з автогонок у класі Формула-1, один з найкращих гонщиків за всю історію «Формули-1».
- 1962 — Метью Бродерік, американський кіноактор («Військові ігри», «Сімейний бізнес»).
- 1963 — Роналд Куман, нідерландський футбольний тренер, у минулому — футболіст.
- 1967 — Йонас «Джокер» Берггрен, музикант шведського поп-гурту «Ace of Base».
- 1967 — Максим Ріаліті (Ем Сі Максим; справжнє ім'я Кіті Палмер), учасник англійського гурту «Prodigy».
- 1980 — Роналдінью, бразильський футболіст.
- 1987 — Володимир Торшин, підполковник Збройних Сил України, учасник російсько-української війни, Герой України (посмертно).

## Померли

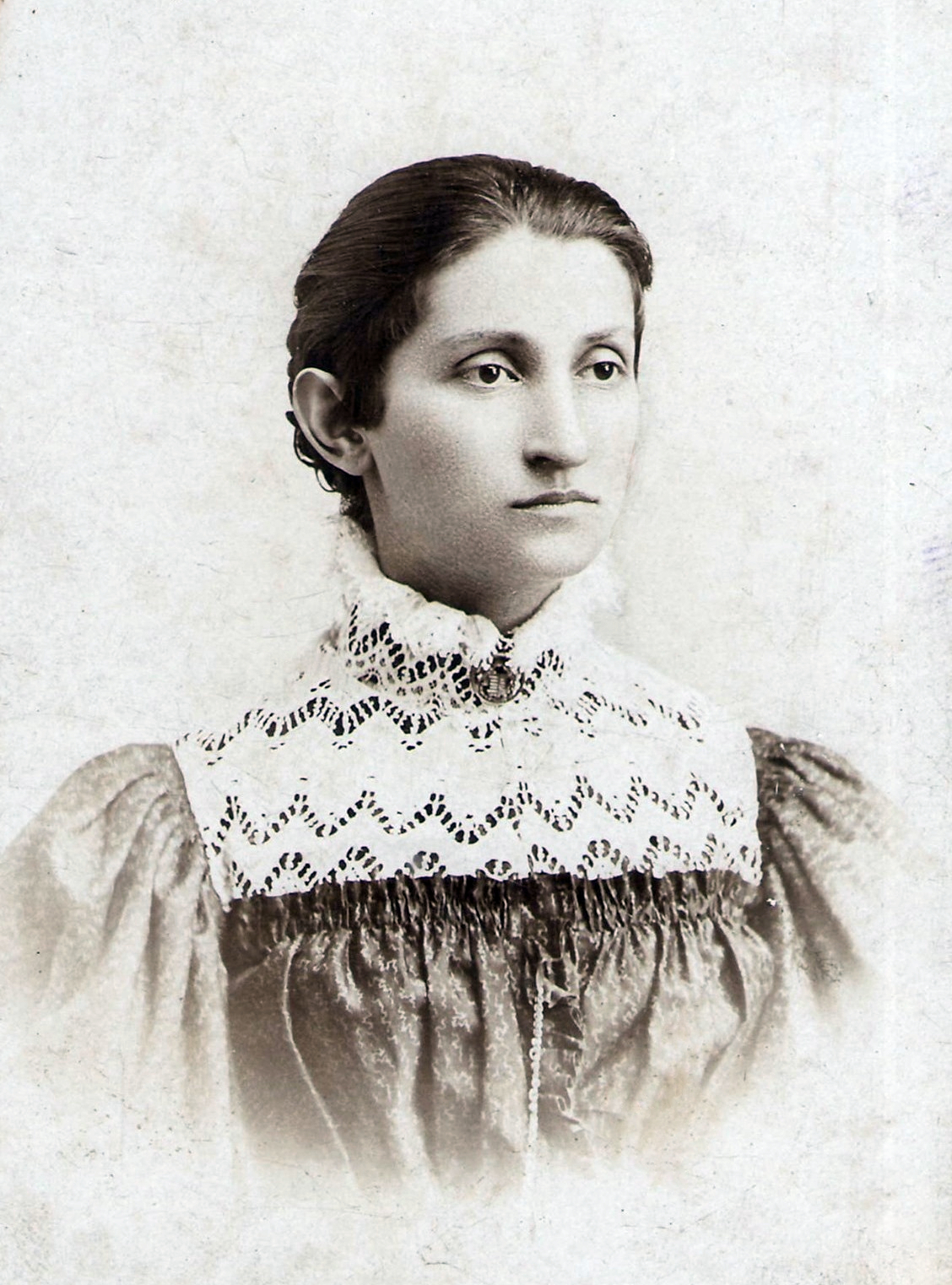
Ольга Кобилянська

Дивись також Категорія:Померли 21 березня
- 547 — Святий Бенедикт Нурсійський, засновник ордену бенедиктинців, а також, як вважається, всього західного чернецтва.
- 1556 — Томас Кранмер, перший протестантський архієпископ Кентерберійський, радник англійського короля Генріха VIII; спалений.
- 1627 — Захарія Копистенський, архімандрит Печерської Лаври.
- 1729 — Джон Ло, шотландський фінансист і спекулянт, засновник Banque générale, творець «системи Ло».
- 1805 — Жан-Батіст Грез, французький художник-портретист, майстер жанрових сцен.
- 1843 — Роберт Сауті, англійський письменник.
- 1908 — Володимир Антонович, український історик, археолог, етнограф (*1834 або *1830)
- 1928 — Едвард Волтер Маундер, англійський астроном.
- 1942 — Ольга Кобилянська, українська письменниця, класик української літератури (*1863).
- 2002 — Борис Січкін, український радянський актор.
- 2011 — Микола Андріанов, радянський гімнаст, семиразовий олімпійський чемпіон, чотириразовий чемпіон світу.
- 2012 — Бруно Джакометті, швейцарський архітектор. Син художника Джованні Джакометті, брат скульпторів Альберто і Дієго Джакометті.